# Halliburton
Halliburton este o companie americană de servicii petroliere, fondată în anul 1919.
Compania este implicată în întreg circuitul de folosire al petrolului, de la evaluare și explorare până la depozitare și rafinare. Compania este prezentă în aproape 70 de țări.
Rezultate financiare (miliarde dolari)
| An                | 2007   | 2006   | 2005 |
| ----------------- | ------ | ------ | ---- |
| Cifra de afaceri  | 15,2   | 12,9   | 10,1 |
| Venit net         | 3,5    | 2,3    | 2,3  |
| Număr de angajați | 51.000 | 45.000 | -    |